# Louna
Louna (МФА: ['lu:na], рус. Лу́на) — российская рок-группа, основатели и активные участники которой проживают на постоянной основе в Израиле.   Некоторые журналисты называют группу «сайд-проектом» участников российской рок-группы Tracktor Bowling, хотя сами музыканты в своих интервью опровергают этот ошибочный, по их мнению, эпитет, настаивая на том, что Louna — «это самостоятельная группа». Название образовано от имени вокалистки Лусинэ Геворкян, означающее «луна» (арм. լուսին (лусин)).
Начиная с 2010 года, с выходом дебютного альбома «Сделай громче!», песни коллектива получили широкую известность, возглавляя известные «тематические» хит-парады. Тексты песен группы имеют ярко выраженный остросоциальный контекст. За время своего существования группа выпустила семь номерных альбомов, два англоязычных, два концертных альбома, два сборника лучших песен и несколько синглов.

## История

### Зарождение и дебютный альбом (2008—2011)
Коллектив создан в сентябре 2008 года участниками московской альтернативной группы «Tracktor Bowling» Лусинэ Геворкян с Виталием Демиденко. К ним также присоединились гитаристы Рубен Казарьян, Сергей Понкратьев и барабанщик Леонид Кинзбурский. Ставка в творчестве новоиспечённого коллектива была сделана на мощную звуковую составляющую в сочетании с интеллектуальным содержанием текстов:
| Мы хотим, чтобы наша музыка не только заряжала слушателя энергетикой, но и заставляла думать. Музыканты Louna о своём творчестве. Первое выступление, которое считается датой официального дня рождения группы Louna, состоялось 23 мая 2009 года в московском клубе Точка. В 2009 году молодой и относительно малоизвестный коллектив стал обладателем музыкальной премии RAMP в номинации «Открытие года». В дальнейшем Louna получила широкую известность в музыкальной среде и выступала в качестве хедлайнера на различных рок-фестивалях, таких как «Extreme Girlzz Fest» (2009), «Metal Summer Fest» (2010), «Соседний мир», «Нашествие», «Kubana». |

Летом 2010 года группа записывает дебютный альбом «Сделай громче!», релиз которого состоялся осенью того же года. Это событие стало переломным в истории команды, а нестандартный музыкальный материал и ярко выраженная жёсткая социальная позиция в песнях спровоцировали интерес публики и со стороны СМИ. В записи альбома приняли участие лидер российской панк-группы «Тараканы!» Дмитрий Спирин и клавишник группы армянского рок-певца Сержа Танкяна («System of a Down») Эрвин Хачикян.
В середине января 2011 года композиция «Бойцовский клуб» с дебютного альбома группы была включена в ротацию радиостанции «Наше радио», и уже через неделю вошла в рок-чарт «Чартова дюжина». Песня поднялась до 2-го места и продержалась в чарте в общей сложности 16 недель. В дальнейшем, летом того же года песня «Сделай громче!» всего за месяц достигла самой вершины этого же хит-парада, продержавшись на этой позиции в течение двух недель.
В феврале группа презентовала совместный с Рустемом Булатовым (вокалистом группы «Lumen») сингл «Кому веришь ты?».
Летом 2011 года по приглашению оргкомитета фестиваля Louna выступают на главной сцене юбилейного Нашествия-2011, наряду со звёздами русского рока: КняZz, Глеб Самойлоff & The Matrixx, Алиса, ДДТ, Сплин, Кипелов, Пилот, Ляпис Трубецкой, Чайф, Король и Шут, Би-2, Браво и другими.
В декабре экспертным советом ежегодной премии «Чартова дюжина. Топ-13» коллектив был выдвинут в финальный тур в трёх номинациях — «Прорыв», «Песня года» и «Лучшая солистка», а также был приглашён выступить на церемонии вручения, состоявшейся 7 марта 2012 года в «Crocus City Hall». Группа стала лауреатом премии в номинации «Песня года» за песню «Бойцовский клуб».

### «Время X», англоязычный и концертный альбомы (2012—2013)
В феврале 2012 года состоялся выпуск второго альбома «Время X». На диск вошли ряд треков протестной тематики, а также несколько мощных лирических композиций. В марте того же года в Москве и Санкт-Петербурге были сыграны сольные концерты, посвященные релизу альбома. В новый альбом, смикшированный Максимом Самосватом, вошли четырнадцать новых песен. В записи также приняли участие лидер группы «Ляпис Трубецкой» Сергей Михалок и лидер культовой панк-группы «НАИВ» Александр «Чача» Иванов.
| Мне нравится, что у нас получается сотрудничать именно с такими музыкантами, потому что основная часть всяких дуэтов в эстраде и рок-н-ролле — этого когда продюсеры хотят что-то замутить и увидеть в этом какую-то выгоду. Ни мы, ни ребята из Louna не являемся коммерчески заангажированными. Поэтому то, что мы делаем, нам самим очень близко, нравится. У нас общее мировоззрение. Мы по-разному немножко выстраиваем свою музыкальную концепцию, но по убеждениям у нас практически нет противоречий: мы тоже за свободу, равенство, братство, за любовь, мир и против сволочей. С. Михалок о совместной работе с группой Louna. |

С февраля 2012 года композиция «Каждый вправе» находится в ротации радиостанции «Наше радио», а в хит-параде «Чартова дюжина» песня продержалась больше 2 месяцев, дойдя до 3-го места. Затем, с августа того же года, композиция «Мама» занимала 3 недели подряд вершину хит-парада, в общей сложности пробыв в нём 13 недель.
Летом этого же года музыканты успели выступить на оппозиционном «Марше миллионов» и на первом рок-фестивале «Остров в Архангельске», а спустя год вновь сорвали шквал оваций у северян.
Параллельно основной студийной деятельности в планах группы — запись англоязычного альбома. По словам музыкантов, у коллектива есть конкретные планы насчёт дальнейших выступлений на крупнейших рок-фестивалях, в том числе и мирового масштаба.
16 ноября в эфире «Нашего радио» стартовала песня «Люди смотрят вверх». Также на эту песню был снят клип, премьера которого состоялась в тот же день. Клип снят Святославом Подгаевским, ранее снявшим для группы клипы на песни «Сделай громче!» и «Мама». Песня провела в чарте всего 5 недель и стала первой песней, не попавшей даже на третье место.
25 января 2013 года стало известно, что дебютный англоязычный альбом группы получит название «Behind a Mask» и будет издан лейблом «Red Decade Records», а в феврале заработал англоязычный сайт группы, на котором появился трек-лист будущего англоязычного альбома. 24 февраля на основе народного голосования Лусинэ Геворкян была признана лучшей рок-вокалисткой страны, обойдя Хелавису, Земфиру, Диану Арбенину и Ольгу Кормухину, и получила премию «Лучшая солистка» из рук актёра Никиты Высоцкого.
В марте выходит в свет двойной концертный альбом и двухдисковый концертный DVD, которые были выпущены в едином большом издании под названием «Проснись и пой!» (по названию одноимённого трека с альбома «Время X», которым Louna обычно открывают свои сольные концертные выступления). Концертная видеосъемка и аудиозапись были осуществлены на большом сольном концерте, который состоялся 26 октября 2012 года в московском клубе MILK Moscow. Также в начале марта состоялся выход live-видеоклипа на песню «Проснись и пой!». Презентация DVD и live-альбома состоялась в клубе Arena (Москва) и «Космонавт» (Санкт-Петербург) с аншлагом. Также Louna съездила в масштабный весенний тур в поддержку релиза. Во многих городах России на выступления группы были проданы все билеты.
Тем временем, 22 марта впервые прозвучала песня «Mama» в эфире чикагского радио 95FM W.I.I.L.. После в эфир радио позвонили 138 американцев, из них примерно 75 % заявили, что песня им понравилась, а один даже спутал Лусинэ Геворкян с вокалисткой группы «In This Moment». 26 марта вышел сингл Business (Бизнес), а затем и высокобюджетный клип на эту песню был представлен западным зрителям.
30 апреля вышел англоязычный альбом «Behind a Mask», куда вошли 10 песен с альбомов Сделай громче! и Время X. Тексты этих песен были адаптированы на английский язык американским поэтом и другом группы Трэвисом Ликом, который впоследствии стал тур-менеджером группы в турне по США. В качестве бонуса был представлен микс англоязычной версии песни Штурмуя небеса. Альбом получил положительные рецензии в различных музыкальных онлайн-изданиях США.
| Get ready, America. Louna is coming for us! From start to finish, Louna takes you on an exhilarating ride that will leave you wondering what the hell just happened. Behind a Mask might just be the dark horse of the year so far. Reggie Edwards / The Front Row Report (USA). |

### «Мы — это Louna» и тур по США (2013—2014)
Летом 2013 года Louna приступила к записи нового альбома, не прерывая концертной деятельности. В фестивальном сезоне группа в качестве хэдлайнера выступила на рекордном для себя количестве опен-эйров — более 20.
Осенью того же года группа отправилась в масштабный концертный тур по 26 городам США совместно с популярным американским коллективом «The Pretty Reckless» и английской группой «Heaven’s Basement», проехав 13 штатов за 44 дня. В рамках этого турне помимо живых выступлений Louna дала также множество интервью, выступила с акустическим сетом на чикагской рок-радиостанции и с большим интересом была принята американскими радиослушателями. Песни группы зазвучали в ротации 7 крупнейших американских радиостанций, а композиция «Up There» заняла 13-е место в хит-параде радиостанции WIIL FM в одном ряду с такими рок-легендами, как Korn, Pearl Jam, Alice in Chains, а позже вошла в число ста лучших песен сводного национального американского чарта, заняв в нём 89-е место.
Всемирно известный музыкант, бас-гитарист культовой группы Motley Crue Никки Сикс, увидев видеоклип на песню Louna «Up There» в эфире национального видеоканала Vevo, написал в своем личном твиттер-аккаунте: «Digging Louna’s song Up There» (рус. Мне нравится песня Louna «Up There»).
На концертах группы были проданы все альбомы и вся атрибутика, что доказало высокий интерес публики к творчеству российских музыкантов. Кроме того, Лу оказалась в числе «25 Hottest Chicks In Hard Rock-2014» по версии культового американского музыкального журнала Revolver, и материал о ней был опубликован на страницах издания. В мае 2014 года в эфире CNN была показана авторская программа писателя и телеведущего Энтони Бурдена «Parts Unknown», в которую вошли фрагменты концерта Louna и интервью с гитаристом Рубеном.
19 сентября группа объявила название и содержание своего нового альбома. Пластинка получила название «Мы — это Louna» и в неё вошло 12 треков; в качестве бонуса была записана кавер-версия песни группы «Гражданская оборона» — «Моя оборона». Альбом был записан посредством краудфандинга на деньги слушателей, а сам сбор средств, открытый на портале «Planeta.ru», был признан одним из самых успешных за всю историю музыкального краудфандинга в России. 25 ноября на Нашем радио прозвучали 6 песен с новой пластинки, а спустя четыре дня состоялась премьера песни «Действуй!» в «Чартовой дюжине», где она пробыла 4 месяца. 21 февраля 2014 года композиция дошла до 1-го места чарта, на котором продержалась 2 недели подряд. Сам альбом вышел 1 декабря того же года, а презентации снова прошли в клубах Arena (Москва) и «Космонавт» (Санкт-Петербург) 14 и 19 декабря соответственно. На концерте в Москве был переаншлаг (около 4000 входных билетов), а на концерт в Санкт-Петербурге были проданы все билеты.
На весну 2014 года был запланирован тур в поддержку нового альбома. Билеты на концерты в некоторых городах были распроданы задолго до даты выступления Louna, но в связи с беременностью вокалистки группы часть тура была перенесена на весну следующего года. Тем не менее, группа начала готовиться к своему первому юбилею — к пятилетию. Одновременно с этим шла работа над клипом на песню «С тобой», съемки которого прошли в Санкт-Петербурге (вышел 30 июня 2014 года).
В мае группа сыграла два аншлаговых юбилейных концерта подряд в столичном ГлавClub и один концерт — в санкт-петербургском «Космонавте». Вместе с Louna на пятилетии выступили их друзья, среди которых Рустем Булатов (Lumen), Илья Чёрт (Пилот), музыканты групп «Тараканы!», «Бригадный подряд», «Элизиум», «Фантастика», «Stigmata», «КняZz», «FTB», «Дайте 2» и др. Ещё одним сюрпризом для слушателей стал выход документального фильма «Мы — это Louna», в который вошли кадры из жизни группы, снятые в студии, в гастрольных поездках и за сценой.
20 июня песня «С тобой» вошла в ротацию «Нашего радио» и попала в хит-парад «Чартова дюжина», где пробыла 3 месяца, дойдя до 2-го места. 30 января следующего года там же состоялась премьера песни «Дорога бойца», которая спустя неделю попала на 6 место хит-парада, а через месяц возглавила его.
Отыграв на нескольких летних фестивалях, Louna в сентябре 2014 года объявила о небольшом концертном перерыве.

### Тур «Ещё громче!» и «Песни о мире» (2015)
7 февраля 2015 года Louna вернулась к концертной деятельности и дала большой сольный концерт в московском клубе Ray Just Arena. Концерт посетило 4500 человек, и за два дня до него все билеты были проданы. Такого ажиотажа не ожидали ни организаторы, ни музыканты, и абсолютный sold out стал началом новой страницы в творческой истории коллектива. Усилился интерес к группе и со стороны СМИ: Louna стали ещё активнее приглашать в радиоэфиры как в Москве (Наше радио, Своё радио, Эхо Москвы, Радио Радио и др.), так и в регионах.
С тех пор до мая того же года группа посетила с концертами 40 российских городов — от Мурманска до Иркутска — охватив практически все регионы России. Этот тур, получивший название «Ещё громче!» стал самым масштабным в истории группы не только по количеству концертов и километров пути, но и по общему количеству пришедших на эти выступления людей: шоу Louna увидели в общей сложности около 20 тысяч человек. Аншлаги и солд-ауты имели место быть практически во всех городах тура группы. По единодушному мнению региональных и столичных промоутеров, группа Louna на данный момент является одной из самых востребованных и собираемых рок-групп страны.
30 мая состоялся выход сборника «The Best of», в который вошли лучшие, по мнению самих музыкантов и слушателей, песни. Бонусами стали треки «Свобода» и «Путь к себе», последний в акустической аранжировке. Трек «Во мне» вошёл в альбом в варианте с Дмитрием Ришко.
Тогда же, весной 2015 года, Louna начала активную подготовку к выступлению с симфоническим оркестром. Выступая в качестве хэдлайнера на самых крупных российских летних фестивалях (Нашествие, Доброфест, KUBANA и др.), группа параллельно работала над акустическими аранжировками своих песен. Так как концерт с оркестром — событие неординарное, Louna решила записать его на видео и выпустить на DVD, с этой целью был открыт проект на краудфндинговой платформе «Planeta.ru».
В конце октября Louna начала репетировать с оркестром «Глобалис». На первую репетицию, которая проходила на «Мосфильме», были приглашены представители СМИ и акционеры «Планеты», поддержавшие проект группы. 19 ноября в «Crocus City Hall'e» состоялся первый в истории группы концерт с симфоническим оркестром, на который были проданы почти все билеты. Программа получила актуальное название «Песни о мире». Управлял оркестром «Глобалис» дирижёр Антон Шабуров, он же написал и оркестровые аранжировки ко всем сыгранным композициям. Уже на следующий день после концерта группа объявила о том, что возвращается к работе над новым материалом.

### «Дивный новый мир», «Полюса», «Panopticon» и 10-летие группы
В конце января 2016 группа объявила о выходе макси-сингла с тремя новыми песнями, получившего название «18+». Релиз планировался на 22 февраля на Яндекс. Музыке, но после был перенесён на 19 февраля. Презентация новых песен состоялась 16 апреля того же года в клубе Ray Just Arena.
9 марта 2016 года в формате 2CD и 2DVD группа выпустила концертный альбом «Песни о мире», записанный совместно с оркестром «Глобалис» в ноябре. В издание был включён также фильм о подготовке группы к концерту.
Летом и осенью музыканты работали над материалом для нового альбома, который вышел 9 декабря 2016 года и получил название «Дивный новый мир». В новую работу группы вошли в том числе и треки из февральского макси-сингла «18+». На песню «Обычный человек» был снят клип, который вышел 7 декабря на сайте Нашего радио. С середины ноября альбом стал доступен для предзаказа на iTunes, а чуть позже и на Google Play.
Весной 2017 Louna отправилась в тур в поддержку «Дивного нового мира». На презентации альбома в Москве 25 марта в Stadium Live прошли съёмки материала для клипов на песни «Громче и злей!» и «Родина». Клипы на эти композиции вышли 19 апреля и 23 мая соответственно.
Летом группа выступала на фестивалях и одновременно готовила материал для нового, пятого по счёту, студийного альбома. В интервью интернет-изданиям Лусинэ Геворкян отметила, что готовящийся диск будет «бешеным» и будет отличаться от предыдущих работ группы как музыкально, так и лирически.
1 сентября Louna запустила очередной краудфандинговый проект для записи и выпуска нового студийного альбома. Проект успешно завершился 2 декабря. Кроме того, осенью прошла вторая часть тура в поддержку альбома «Дивный новый мир», в рамках которой на концерте по заявкам в Москве 4 ноября при участии музыкантов группы «Порнофильмы» было отснято live-видео на песню «Весна», вышедшее 20 декабря.
После тура группа начала работу над новым альбомом и 30 декабря объявили его название — «Полюса», также представлены обложка и трек-лист. Также в начале декабря было объявлено о новом международном релизе, который будет называться «Panopticon» и включит в себя 10 переведённых Трэвисом Ликом на английский язык песен с альбомов «Мы — это Louna» и «Дивный новый мир». Выход альбома сначала планировался весной 2018 года, затем зимой 2019, но в итоге вышел 13 декабря 2018.
9 марта 2018 состоялась премьера песни «Колыбельная» с альбома «Полюса» в Чартовой дюжине. На следующий день эта песня, а также песня «Лопасти», появились в iTunes и Google Play с предзаказом альбома. 22 марта состоялась премьера песни «Так», а 4 апреля — песни «Другие». 21 апреля состоялась премьера альбома во ВКонтакте и Boom, 24 апреля — официальный релиз.
15 апреля группа Louna стала гостем передачи «Соль от первого лица» на канале РЕН ТВ. 8 июля группа выступила на фестивале Atlas Weekend в Киеве.
6 ноября группа выпустила сингл «Shadow Kingdoms» с альбома «Panopticon», 4 декабря — второй сингл «Brave New World». 13 декабря стал доступен и сам альбом.
В феврале 2019 года группа отправилась во вторую часть тура в поддержку альбома «Полюса». Также в январе было объявлено, что 18 мая в Москве и 25 мая в Санкт-Петербурге пройдут концерты, посвящённые юбилею группы. К 10-летию музыканты приготовили тройной релиз, который включает в себя сборник лучших песен, книгу и фильм о группе. 18 и 23 мая были выпущены сборник «X (The Best Of)» и фильм о группе соответственно, а 31 мая начали высылать книгу.
14 мая был представлен клип на новый трек «Тоннель», который вошёл в сборник в качестве бонус-трека. 25 июня вышел live-видеоклип на новую версию трека «Мой рок-н-ролл» из того же сборника.
22 августа был выпущен клип на песню S.N.U.F.F.
20 сентября группа объявила, что по обоюдному согласию группу покидает гитарист Рубен Казарьян, а его место займёт Иван Килар (группа ASPEN).
30 ноября в легендарном ДК Горбунова группа сыграла обновленную акустическую программу.

### С 2020
Весной был сыгран ряд концертов в рамках юбилейного тура, посвящённого 10-летию группы.
20 апреля было выпущено видео на акустическую версию песни «Вендетта».
24 апреля 2020 года был представлен сингл одновременно с видеоклипом на песню «Из этих стен», который набрал около 500 тысяч просмотров.. В дальнейшем после объявления про запись нового альбома группа подтвердила что данный сингл войдет в грядущий альбом. Материал записывался во время карантина вспышки COVID-19. По признанию участников группы песня была написана в 2018 году.
30 апреля 2020 года Лу и Вит сыграли домашний концерт в поддержку Фонда борьбы с лейкемией, было собрано более 200 тысяч рублей.
18 июня 2020 года на сайте planeta.ru стартовала краудфандинговая акция для записи нового альбома, выпуск которого был запланирован на осень 2020 года.
19 июня группа представила композицию кавер-версии «В бой» группы ДДТ с альбома Пропавший без вести которая войдёт в официальный трибьют-альбом ДДТ.
17 сентября 2020 года состоялась премьера клипа на второй сингл с грядущего альбома — «Станем стеной».
1 октября 2020 года вышел клип на песню «Сигнал в пустоте», ставшую третьим синглом с предстоящей пластинки.
2 октября 2020 года группа выпустила новый альбом «Начало нового круга».
25 июля 2022 года группа запустила краудфандинг на запись нового альбома.
5 ноября была объявлена дата выпуска и название будущего альбома.
18 ноября 2022 был выпущен новый альбом «Рубикон», на котором 12 новых композиций
15 декабря была выпущена кавер-версия на композицию «Хочу перемен» группы «Кино»
В 2022—2023 годах отменялись концерты группы в некоторых российских городах. Причину организаторы не называли, но неофициально Louna попала в чёрный список за негативные высказывания о вторжении России на Украину.

## Состав

### Текущий состав
- Лусинэ «Лу» Геворкян — вокал, голос, автор, клавишные (часто — в студии, редко — на концертах в нескольких песнях) (2008—наши дни)
- Виталий «Вит» Демиденко — бас-гитара, бэк-вокал (2008—наши дни)
- Сергей «Серж» Понкратьев — гитара, акустическая гитара, бэк-вокал (2008—наши дни)
- Леонид «Пилот» Кинзбурский — барабаны (2008—наши дни)
- Иван Килар — гитара, акустическая гитара, бэк-вокал (2019—наши дни)

### Бывшие участники
- Рубен «Ру» Казарьян — гитара, акустическая гитара, бэк-вокал (2008—2019)

### Технический персонал
- Николай Вощилов — звукорежиссёр
- Нур Кудяков — роуди

## Дискография

### Студийные альбомы
- 2010 — «Сделай громче!»
- 2012 — «Время X»
- 2013 — «Behind a Mask» (англоязычный альбом)
- 2013 — «Мы — это Louna»
- 2016 — «Дивный новый мир»
- 2018 — «Полюса»
- 2018 — «Panopticon» (англоязычный альбом)
- 2020 — «Начало нового круга»
- 2022 — «Рубикон»

### Концертные альбомы
- 2013 — «Проснись и пой!»
- 2016 — «Песни о мире» (при участии Симфонического оркестра Globalis)
- 2020 — «Live Show (Re:Public Minsk Belarus)»

### Сборники
- 2015 — «The Best of»
- 2019 — «X (The Best of)»
- 2021 — «Обратная сторона»
- 2023 — «Обратная сторона. Часть 2»[49]

### Синглы
- 2009 — «Армагеддон»
- 2009 — «Чёрный»
- 2009 — «Белый»
- 2010 — «Солнце»
- 2011 — «Кому веришь ты?» (feat. Тэм)
- 2012 — «Mama»
- 2013 — «Business»
- 2016 — «18+»
- 2018 — «Колыбельная / Лопасти»
- 2018 — «Так»
- 2018 — «Другие»
- 2018 — «Shadow Kingdoms» (feat. Craig Mabbit, Kevin Thrasher)
- 2018 — «Brave New World»
- 2019 — «S.N.U.F.F.»
- 2020 — «Полюса» (акустика)
- 2020 — «Песня о мире» (акустика)
- 2020 — «Сердца из стали» (акустика)
- 2020 — «Вендетта» (акустика)
- 2020 — «Из этих стен»
- 2020 — «В бой» (трибьют ДДТ)
- 2020 — «Станем стеной»
- 2020 — «Сигнал в пустоте»
- 2021 — «Незабудка»
- 2021 — «Напролом»
- 2022 — «Хочу перемен» (Кино Cover)

### Песни, не вошедшие в альбомы
- «Гимн фестиваля "Нашествие"» — написан группой по просьбе Нашего радио[50].
- «Во мне» (с Дмитрием Ришко) — перезаписана в 2013 году со скрипкой. Оригинал можно послушать на альбоме «Сделай громче!».
- «Весна» (версия без Владимира Котлярова) — записана для Чартовой дюжины в укороченном виде. Оригинал можно послушать на альбоме «Дивный новый мир».

## Видеография
Видеоклипы
| Год  | Название                             | Альбом              |
| ---- | ------------------------------------ | ------------------- |
| 2009 | Армагеддон                           | Сделай громче!      |
| 2010 | Зачем?                               | Сделай громче!      |
| 2010 | Сделай громче!                       | Сделай громче!      |
| 2011 | Карма мира                           | Сделай громче!      |
| 2011 | Мой рок-н-ролл (в 3D-формате)        | Сделай громче!      |
| 2012 | Мама                                 | Время X             |
| 2012 | Mama                                 | Behind a Mask       |
| 2012 | Люди смотрят вверх                   | Время X             |
| 2013 | Business                             | Behind a Mask       |
| 2013 | Проснись и пой! (live)               | Время X             |
| 2013 | Up There                             | Behind a Mask       |
| 2013 | Ночь, дорога и рок                   | Время X             |
| 2014 | С тобой                              | Мы — это Louna      |
| 2016 | Обычный человек                      | Дивный новый мир    |
| 2017 | Громче и злей! (live)                | Дивный новый мир    |
| 2017 | Родина                               | Дивный новый мир    |
| 2017 | Весна (feat. Порнофильмы) (live)     | Дивный новый мир    |
| 2018 | Полюса                               | Полюса              |
| 2018 | Искусство                            | Полюса              |
| 2018 | Огня (live)                          | Полюса              |
| 2018 | Колыбельная                          | Полюса              |
| 2019 | Тоннель                              | X (The Best Of)     |
| 2019 | Мой рок-н-ролл (2019 Edition) (live) | X (The Best Of)     |
| 2019 | Полюса (Акустика live)               | Полюса              |
| 2020 | Из этих стен                         | Начало нового круга |
| 2020 | Станем стеной                        | Начало нового круга |
| 2020 | Сигнал в пустоте                     | Начало нового круга |
| 2021 | Незабудка                            | без альбома         |
| 2021 | Дом-на-крови                         | Начало нового круга |
| 2021 | Напролом                             | без альбома         |
| 2021 | Штурмуя небеса!                      | Время X             |
| 2022 | 1.9.8.4                              | Мы — это Louna      |

Другое
| Год  | Название                            | Описание                               |
| ---- | ----------------------------------- | -------------------------------------- |
| 2013 | Проснись и пой!                     | Концертный DVD.                        |
| 2014 | Мы — это Louna                      | Документальный фильм о группе.         |
| 2016 | Песни о мире                        | Концертный DVD — акустика с оркестром. |
| 2018 | «СОЛЬ» от 15/04/18 — Группа «LOUNA» | Концерт в программе «СОЛЬ» на Рен ТВ.  |
| 2019 | 20(18+)                             | Фильм о группе                         |

## Достижения и награды
- Статуэтка «Открытие года 2008—2009» — Rock Alternative Music Prize (RAMP), 2009 год
- 1-е место (композиция «Сделай громче!») в хит-параде Чартова Дюжина. Top 13 — НАШЕ Радио, 2011 год
- Премия «Чартова дюжина» в номинации «Песня года» (композиция «Бойцовский клуб»)[11], 2012 год
- 1-е место (композиция «Мама») в хит-параде Чартова Дюжина. Top 13 — НАШЕ Радио, 2012 год
- Попадание в Чартову дюжину года:
  - 2-е («Бойцовский клуб») и 9-е («Сделай громче!») места в 2011 году.
  - 5-е («Мама») место в 2012 году.
  - 8-е («Действуй!») место в 2014 году.
  - 10-е («Колыбельная») место в 2018 году.
- Премия «Чартова дюжина» в номинации «Солистка года» (Лусинэ Геворкян), 2013 год
- Место № 11 «Мама» и место № 20 «Сделай громче!» в списке 500 лучших песен[51] за всю историю НАШЕ Радио, 2014 год
- 1-е место (композиция «Действуй!») в хит-параде Чартова Дюжина. Top 13 — НАШЕ Радио, 2014 год
- 1-е место (композиция «Дорога бойца») в хит-параде Чартова Дюжина. Top 13 — НАШЕ Радио, 2015 год
- Премия «Чартова дюжина» в номинации «Солистка года» (Лусинэ Геворкян), 2018 год
- 1-е место (композиция «Колыбельная») в хит-параде Чартова Дюжина. Top 13 — НАШЕ Радио, 2018 год
- 1-е место (композиция «Искусство») в хит-параде Чартова Дюжина. Top 13 — НАШЕ Радио, 2018 год
- Премия «Чартова дюжина» в номинации «Группа года», 2020 год

## Публикации в печатной прессе
- Рецензия на альбом «Время Х» в журнале «Billboard» № 5 (54), 2012 год[52]
- Рецензия на альбом «Время X» на сайте журнала «Rolling Stone» 2012 год [2]
- Рецензия на альбом «Сделай громче!» в журнале «Dark City» № 61, 2011 год
- Фотоотчёт с выступления Louna на выставке «Музыка Москва 2011» в журнале «Billboard» № 10 (48), 2011 год[53]
- Интервью с Витом в журнале «Billboard» № 9 (47), 2011 год[54].
- ТОП-10 рок-вокалисток по мнению Лу, «Кампус» № 5 (43), 2011 год[55].
- Интервью с Лу в журнале «Кампус» № 2 (40), 2011 год[56]
- Интервью с Витом и Рубеном в журнале «Ровесник» № 2 (584), 2011 год[57]
- Интервью с Витом и Рустемом Булатовым (гр. Lumen) в журнале «Rockcor» № 2 (97), 2011 год[58]
- Рецензия на альбом «Сделай громче!» в журнале «Rockcor» № 2 (97), 2011 год [59]
- Рецензия на альбом «Сделай громче!» в журнале «Billboard» № 2 (40), 2011 год[60]
- Рецензия на альбом «Сделай громче!» в журнале «Rolling Stone» № 1 (78), 2011 год [61]
- Интервью с Louna в журнале «АудиоФормат» № 1 (65), 2010 год[62]
- Интервью с Louna в журнале «Rockcor» № 8 (95), 2010 год[63]
- ТОП-10 лучших релизов года по версии журнала «АудиоФормат» № 12 (64), 2010 год[64]
- Интервью LOUNA журналу «Драйв», февраль 2011
- Отчёт с концерта LOUNA в честь дня рождения (журнал «Драйв», сентябрь 2012)
- Обстоятельное интервью LOUNA журналу ДРАЙВ (+ группа на обложке) текст-апрель 2012, публикация в ДРАЙВЕ — май 2012
- LOUNA отмечает свой первый юбилей! (музыкальный журнал ДРАЙВ № 65) электронная версия
- Интервью с Лу журналу «ЯрКуб» (март 2014) электронная версия Архивная копия от 9 марта 2016 на Wayback Machine
- Интервью с Лу журналу «ЯрКуб» (апрель 2015) электронная версия
- Интервью с Лу журналу «ЯрКуб» (март 2016) электронная версия